# Бэнк Стрит (стадион)
«Бэнк Стрит» (англ. Bank Street), известный также как «Бэнк Лейн» (англ. Bank Lane) был многофункциональным стадионом в Манчестере, Англия. Использовался в основном для проведения футбольных матчей. Стал вторым, после «Норт Роуд», домашним стадионом в истории футбольного клуба «Манчестер Юнайтед» (тогда известного под названием «Ньютон Хит»). Стадион вмещал около 50 000 зрителей. В 1910 году «Манчестер Юнайтед» в третий раз сменил домашний стадион, на этот раз на «Олд Траффорд», так как владелец клуба Джон Генри Дейвис считал вместимость «Бэнк Стрит» недостаточной.
Стадион практически не ремонтировался, и вскоре после переезда «Манчестер Юнайтед» на «Олд Траффорд» главная трибуна «Бэнк Стрит» обрушилась во время бури. На месте стадиона сейчас находится здание Велодрома Манчестера (англ. Manchester Velodrome), на стене которого висит табличка, напоминающая о том, что на этом месте располагался стадион «Бэнк Стрит». Так совпало, что это место находится в непосредственной близости от стадиона «Сити оф Манчестер», действующей домашней арены «Манчестер Сити».

## История

### Первые сезоны
Стадион располагался в Клейтоне, пригороде Манчестера, напротив пересечения улицы Рэйвенсбери и железнодорожной ветки. До переезда на стадион футбольного клуба «Ньютон Хит» «Бэнк Стрит» был известен как «Спортивная площадка „Брэдфорд энд Клейтон“». После того, как «Ньютон Хит» был выселен со своего старого стадиона «Норт Роуд», секретарь клуба Альфред Элбэт договорился о переезде клуба на «Бэнк Стрит» в июне 1893 года. На стадионе не было трибун, но к началу сезона 1893/94 были возведены две трибуны: одна по длине поля, а другая за воротами на «Брэдфорд Энд».
Первым матчем «Ньютон Хит» на «Бэнк Стрит» в Футбольной лиге стала игра против «Бернли» 1 сентября 1893 года, за которой наблюдало 10 000 зрителей. В этом матче «Ньютон Хит» победил со счётом 3:2 благодаря «хет-трику» Альфа Фармена. К следующей игре чемпионата против «Ноттингем Форест», которая состоялась через три недели, были достроены оставшиеся трибуны. В свой первый сезон на новом стадионе «Ньютон Хит» не смог сохранить своё место в Первом дивизионе, финишировав на последнем месте турнирной таблицы. На тот момент имеются документальные свидетельства по состоянию поля «Бэнк Стрит». В ходе визита на стадион клуба «Уолсолл Таун Свифтс» сезоне 1894/95 гости пожаловались на то, что поле представляет собой «свалку с токсичными отходами». Они попросили арбитра включить свою жалобу на состояние газона в протокол матча, после чего вышли на поле и были разгромлены со счётом 14:0 (неофициальный рекорд «Манчестер Юнайтед»). Однако руководство Футбольной лиги отменило результат матча, основываясь на жалобе «Уоллсолла», и назначила переигровку матча. Результат от этого сильно не изменился: гости вновь были разгромлены, на этот раз со счётом 9:0.

### Расширение

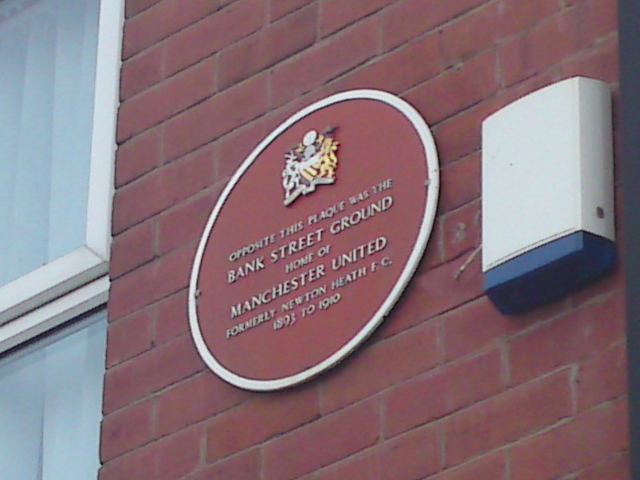
Мемориальная табличка, отображающая прежнее местоположение стадиона

В октябре 1895 года, накануне визита «Манчестер Сити» на стадион, клуб приобрёл трибуну вместимостью 2000 мест у клуба «Броутон», и установил ещё одну трибуну напротив основной. Однако из-за плохой погоды на матч с «Манчестер Сити» пришло лишь 12 тысяч зрителей. Расширение стадиона ограничивала беговая дорожка, которая проходила по периметру «Бэнк Стрит», причём перенести или убрать её было нельзя, так как против этого возражала компания «Брэдфорд энд Клейтон Атлетик». Однако в 1898 году землю под стадионом приобрёл бывший президент клуба, Уильям Кромптон, после чего можно было проводить любые улучшения и расширения. Эти улучшения требовали больших затрат, а вкупе со всёвозрастающими зарплатами игроков, привели клуб на грань банкротства. В январе 1902 года в случае невыплаты долгов стадион мог быть изъят из собственности клуба. В последний момент команду спас местный бизнесмен Джон Генри Дейвис. Он, а также четверо других активистов, включая капитана команды Гарри Стаффорд, вложил в клуб около 2000 фунтов, а также изменил название команды с «Ньютон Хит» на «Манчестер Юнайтед». Дэвис также заплатил 500 фунтов за возведение новой сидячей трибуны вместительностью в тысячу зрителей. Спустя четыре года стадион был окружён трибунами со всех четырёх сторон, и вмещал уже около 50 000 зрителей. Стадион считался подходящим за проведения матча между представителями Футбольной лиги и Шотландской футбольной лиги, который состоялся в 1904 году. На матче присутствовало 25 000 зрителей, а команда Футбольной лиги выиграла со счётом 2:1.

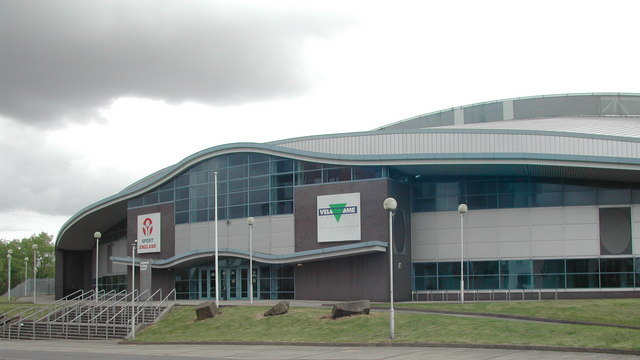
Здание Велодрома Манчестера, расположенное на месте бывшего стадиона «Бэнк Стрит»

### Уход клуба со стадиона
После первых побед «Манчестер Юнайтед» в чемпионате в сезоне 1908/09 и в Кубке Англии 1909 года было решено сменить стадион на более вместительный. Выбор пал на район Олд Траффорд, который находился в пяти милях от «Бэнк Стрит»; там был возведён стадион «Олд Траффорд». «Бэнк Стрит» был продан за £5500; последний матч на нём состоялся 22 января 1910 года: «Юнайтед» разгромил «Тоттенхэм Хотспур» со счётом 5:0. Переезд «Манчестер Юнайтед» со стадиона, как оказалось, был очень своевременным, ибо спустя лишь несколько дней после матча с «Тоттенхэмом», одна из трибун «Бэнк Стрит» была разрушена ураганным ветром. В течение следующих 80 лет площадка под стадионом использовалась в различных производственных целях, а в начале 1990-х на этом месте был возведён новый велодром Манчестера. Конкретно на месте бывшего стадиона сейчас находится автостоянка велодрома.